# 国際連合安全保障理事会決議503
国際連合安全保障理事会決議503（こくさいれんごうあんぜんほしょうりじかいけつぎ503 英: United Nations Security Council Resolution 503）は、1982年4月9日に国際連合安全保障理事会で採択された決議である。今回の決議は国際連合安全保障理事会決議473を再確認した上で、南アフリカ共和国にある最高裁判所・トランスヴァール州支部でアフリカ民族会議のメンバーであるニンビディ・ジョンソン・ルビジ、ピーター・ツェポ・マシゴ、およびナファタリ・マナナの3名に死刑判決が下されたことを懸念したことによるものである。
決議503は南アフリカの最高裁判所がアフリカ民族会議のメンバーに死刑判決を下したのを確認した上で、南アフリカ共和国に対してメンバーの減刑を要求したものである。なお、国際連合安全保障理事会は国際連合の加盟国に対して、この問題を解決するための影響力を実行するように要請した。
決議503が採択された後、南アフリカ共和国はメンバー全員を死刑から無期懲役に減刑する措置を行った。その後、アパルトヘイトが崩壊したことによりメンバー全員が釈放された。